# Trauer-Rosenkäfer
Der Trauer-Rosenkäfer (Oxythyrea funesta) ist ein Käfer aus der Unterfamilie der Rosenkäfer (Cetoniinae).  Eine weitere Art der Gattung Oxythyrea ist Oxythyrea cinctella, die jedoch im Unterschied zum Trauer-Rosenkäfer nicht in Mitteleuropa vorkommt.

## Merkmale
Die Käfer werden 8 bis 12 Millimeter lang. Ihr Körper ist glänzend schwarz gefärbt und hat neben einer struppigen, weißen Behaarung viele kleine weiße Flecken auf den Deckflügeln, dem Halsschild und der Unterseite des Körpers. Die sechs Flecken des Halsschildes verlaufen in zwei parallelen Längsreihen beidseits der Mitte des Halsschildes, an der eine Längsschwiele ausgebildet ist. Die Deckflügel besitzen fünf erhabene Längsstreifen. Bei älteren Exemplaren sind meist keine Haare zu finden, da diese mit der Zeit abgerieben werden.

## Vorkommen
Die Tiere leben in Wärmegebieten, vor allem in  Nordafrika und dem restlichen Mittelmeerraum, östlich bis Transkaukasien auf Steppenheiden und Kalkböden. Auch kommt die Art in der Nähe von Waldrändern und blütenreichen Wiesen vor. Bis vor einiger Zeit war sie sehr selten nur in Südwestdeutschland zu finden, es gibt jedoch (vermutlich im Zuge der Klimaerwärmung) deutliche Ausbreitungstendenzen. Mittlerweile kann die Art regelmäßig z. B. in Bayern oder auch in Sachsen (mittlerweile bis hin nach Norddeutschland) beobachtet werden, stellenweise sogar häufig. Die Tiere fliegen von Mai bis Juli.

## Lebensweise

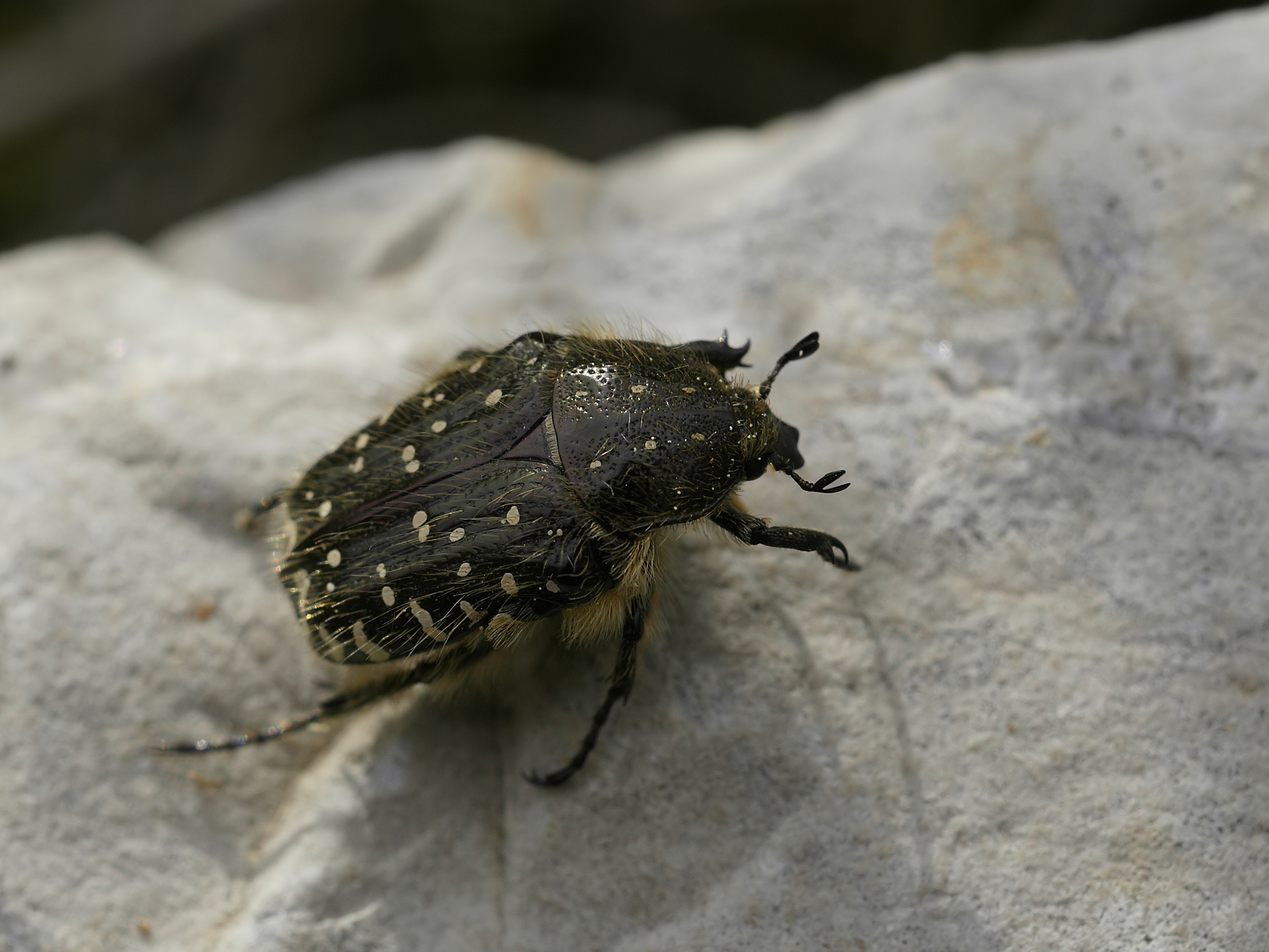
Trauer-Rosenkäfer

Die Imagines ernähren sich von Pollen, die Larven von Pflanzenwurzeln. Die Weibchen legen wenige Eier jeweils einzeln in den Boden ab. Die Larven werden bis zu 30 Millimeter lang. Vor dem Herbst schlüpfen die adulten Käfer, die aber auch bis zum nächsten Frühling in der Erde verbleiben können.

## Gefährdung und Schutz
In einigen Bundesländern wie zum Beispiel in Bayern war der Trauer-Rosenkäfer selten und galt als stark gefährdet (Rote Liste Stand 2003). Als Schutzmaßnahmen werden die Förderung und Ausweitung naturnaher, extensiver Beweidungsformen, die Erhaltung und der Schutz von Magerrasen, Binnendünen, Mooren und Fließgewässern mit natürlicher Eigendynamik und die Erhöhung des Alt- und Totholzanteils in naturnahen Waldgebieten genannt. In Deutschland kann er aktuell als ungefährdet gelten.
- Rote Liste Deutschland: Ungefährdet[1]

## Belege